# Léonce Manouvrier
Léonce-Pierre Manouvrier, né le 28 juin 1850 à Guéret et mort à Paris 6e le 18 janvier 1927, est un anthropologue, anatomiste et physiologiste français.

## Biographie
Fils d'un conducteur des ponts et chaussées, Léonce Manouvrier débuta ses études au collège de Guéret.
 Lors de la guerre franco-allemande de 1870, il s'engagea volontairement et servit pendant six mois dans la Deuxième armée de la Loire du général Chanzy. Par la suite, il restera réserviste comme médecin militaire avec le grade d'aide-major.
Élève et disciple de Broca, il travailla sous sa direction comme préparateur bénévole (entre 1878 et 1880) puis titulaire (à partir de 1880) au sein du laboratoire d'anthropologie de l'École des hautes études, dont il deviendra plus tard le directeur-adjoint (1900) puis le directeur titulaire après la mort du docteur Laborde (1903).

Ayant soutenu en 1882 ou 1884 une thèse sur ses Recherches d'anatomie comparative et d'anatomie philosophique sur les caractères du crâne et du cerveau, il fut reçu docteur en médecine, mais n'exercera jamais la profession médicale pour mieux se consacrer à la recherche et à l'enseignement.
Professeur libre à l’École d'anthropologie à partir de 1881, il y obtint la chaire d'Anthropologie physiologique en 1887. Il travailla également avec son ami Eugène Gley en tant que sous-directeur de la station physiologique du Collège de France (1904). Au sein de cette institution, il fut l'assistant de Grégoire Wyrouboff entre 1910 et 1913.

Secrétaire général de la Société d'anthropologie de Paris depuis 1900, il fut nommé chevalier de la Légion d'honneur en 1909.
Mort en 1927, Léonce Manouvrier fut inhumé dans son département natal, à La Chapelle-Taillefert.

## Travaux
Manouvrier fut un spécialiste de l'ostéologie mais aussi de la neuroanatomie, et s'intéressa aussi à la psychologie et à la sociologie. Il fut un ardent défenseur de l'égalité et en particulier de l'idée selon laquelle l'intelligence était la même chez la femme et chez l'homme ; ainsi l'intelligence n'avait pas de sexe. Il est considéré comme l'un des premiers féministes dans le domaine scientifique. Plus tard auteur d'un important mémoire sur L'interprétation de la quantité dans l'encéphale et du poids du cerveau en particulier, il trouva la solution du problème de l'interprétation du poids cérébral et réfuta les théories déterministes de Lombroso et celles, racistes, de Gobineau et Lapouge. 

Positiviste influencé par Auguste Comte, Manouvrier forgea un concept baptisé « Anthropotechnie », selon lequel la science anthropologique devait s'appliquer aux arts sociaux (dont la politique, la morale, la criminologie et l'hygiène). Il se détourna cependant de certains aspects du « comtisme » en se ralliant au transformisme après la publication des découvertes d'Eugène Dubois (1894).
Écologiste avant l'heure, il s'opposa vivement aux conséquences de l'industrialisation dans la vallée du Taurion. 

### Réfutation de l'idée de l'infériorité intellectuelle de la femme
Dans une étude de 1893 où il utilise plusieurs travaux antérieurs dont ceux de son maître Broca, Manouvrier réfute la prétendue infériorité du cerveau féminin. Il indique des résultats sur le poids comparé du cerveau chez l’homme et chez la femme : il rapporte une étude de Broca où le poids de l’encéphale chez des sujets parisiens de 20 à 60 ans est 1361 g chez 154 hommes et de 1201 g chez 44 femmes.
En cumulant plusieurs études où il tient compte du poids et de la taille du sujet il précise :
1. Les poids du cervelet, de l’isthme et du bulbe, comme le poids du cerveau sont plus élevés dans le sexe féminin, relativement à la masse active du corps.
2. Chez la femme les poids du cervelet de l’isthme et du bulbe sont plus élevés que chez l’homme, en moyenne relativement au poids du cerveau
3. C’est le poids du bulbe qui est relativement plus élevé chez la femme, puis vient le poids de l’isthme, puis celui du cervelet. C’est le poids des hémisphères qui est relativement le moins élevé

Puis plus loin : dans l’un et l’autre sexe, le poids absolu de tous les centres encéphaliques sans exception est plus élevé dans le groupe des individus de grande taille.
Puis au chapitre «interprétation», il précise que les différences sexuelles des centres nerveux sont manifestement liées à la différence de la taille dans les deux sexes. Il indique aussi dans cet article qu’il faudrait tenir compte du poids des individus et de l’envergure, soulignant le caractère relatif de ses résultats.
Il publiera ses résultats à l’Académie de Médecine rue Bonaparte à la fin du XIXe siècle et ses propos sur l’éventuelle supériorité ou l’égalité du poids du cerveau chez la femme comparé à celui de l'homme furent très fraîchement accueillis par les académiciens de Médecine de l’époque ; certains allèrent même jusqu'à demander son exclusion de la Faculté de Médecine de Paris. Grâce au soutien de son maître Broca il resta professeur d’anthropologie.

### Réfutation de la théorie du criminel-né de Lombroso

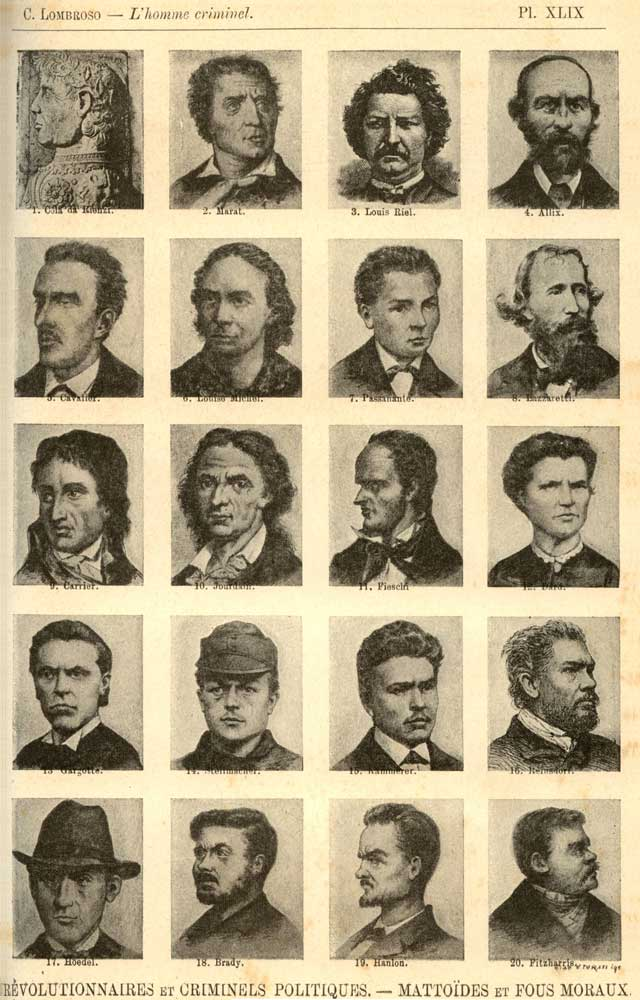
Planche extraite de L'Homme criminel de Lombroso

Léonce Manouvrier critique les nombreux biais qui grèvent la théorie de Cesare Lombroso exposée dans L'homme criminel, fondée notamment sur des études craniométriques comparant des crânes d'infracteurs et ceux de non-infracteurs. Lombroso soutient que la majorité des criminels ont une disposition innée au crime ; ce seraient des «sauvages» descendants de souches très anciennes, peut-être de l'Homme de Néandertal ; les travaux de Lombroso contribuent à la formation d'une nouvelle sous-discipline, l’anthropologie criminelle. Or selon Manouvrier, la population des prisons étudiée par le criminologue italien n'est pas représentative de la population des criminels : les formes habiles du crime, «opérées sans scandale», échappent à la police, qui ne traque que les formes «criardes» et visibles de la violence. Ainsi, la criminalité est pour l'anatomiste (le craniologue) un objet mal défini, elle est « le résultat d'une construction sociale » et non une donnée naturelle. De plus, pour Manouvrier, un trait anatomique, comme le volume du cerveau, ne préjuge pas d'un caractère psychologique. L'approche de la criminalité doit tenir compte des facteurs sociaux et biographiques : ce sont des circonstances au cours de la vie du criminels qui expliquent le passage à l'acte. Manouvrier écrit :

« Ne serait-il pas nécessaire quand on veut étudier le crime dans ses rapports avec la conformation anatomique, de se demander d'abord si les criminels que l'on envisage ne constituent pas une catégorie parmi les criminels, ensuite si ces criminels n'ont pas vécu dans des conditions extérieures particulièrement propres à les faire entrer dans la catégorie en question, enfin s'il n'est pas probable que ces criminels eussent été honnêtes tout au moins au point de vue légal, s'ils eussent été soumis à des conditions de milieu moyennement favorables à la conservation de ce genre d'honnêteté »

.

### Ossements attribués à Louis XVII
En 1894, il accepta d'examiner les ossements exhumés du cimetière Sainte-Marguerite, faussement identifiés comme ceux de Louis XVII, et avec l'aide du docteur Magitot, les attribua à un sujet probablement masculin âgé de 18 à 20 ans.

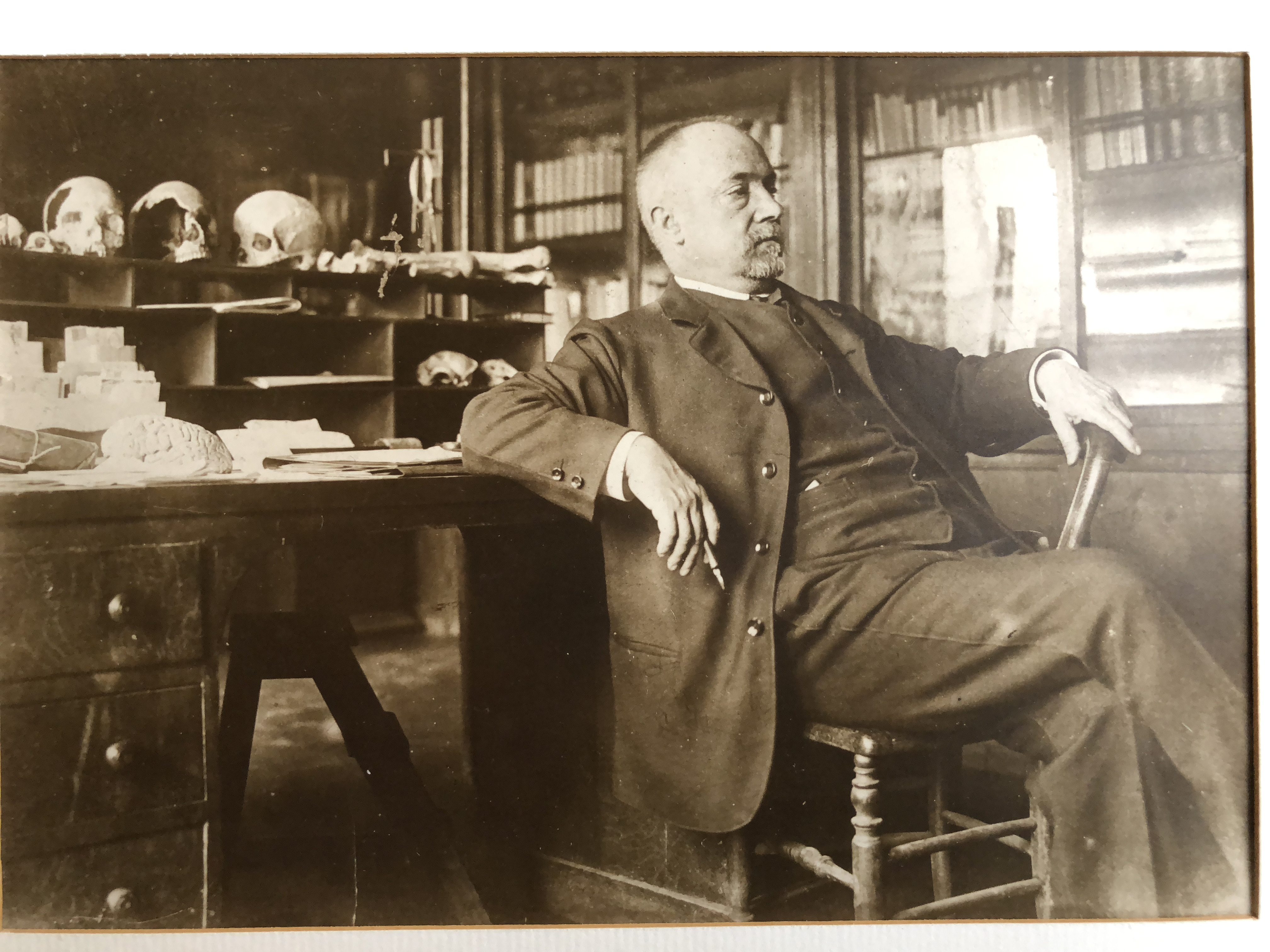
Léonce Manouvrier.